# Идиарте Борда, Хуан
Хуан Баутиста Идиарте Борда-и-Соумастре (исп. Juan Bautista Idiarte Borda y Soumastre, 20 апреля 1844 — 25 августа 1897) — уругвайский политик, президент Уругвая. Единственный в истории Уругвая президент, убитый во время пребывания в должности.

## Биография
Родился в 1844 году в Мерседесе в семье баскского происхождения, его родителями были Пьерре Идиарте Борда Соруэт и Мария Соумастре. Его отец скончался в 1860 году, и 16-летнему мальчику пришлось встать во главе семейного дела. Когда в 1863 году Венансио Флорес восстал против власти Бернардо Берро, то Хуан Борда и его младший брат Педро присоединились к «освободительному походу» Флореса, записавшись в Национальную гвардию Мерседеса.
В 1870 году участвовал в подавлении «Революции пик», был произведён в лейтенанты. Когда началась череда правлений военных, в 1875 году принял участие в «Революции триколора» (названной так в честь Флага Тридцати трёх Ориенталес), после её подавления был вынужден бежать в аргентинский Гуалегуайчу.
Поддержал реформы президента Педро Варелы. В 1879 году был избран в парламент от своего родного департамента Сорьяно и переехал в Монтевидео, участвовал в избрании Лоренсо Латорре конституционным президентом. В 1882-85 годах был членом Палаты представителей. После того, как в 1886 году Максимо Сантос вернулся к власти в обход процедуры президентских выборов, на некоторое время уехал в Буэнос-Айрес, но после покушения на Сантоса вернулся в Монтевидео.
В 1894 году, когда истёк президентский срок Хулио Эрреры-и-Обеса, Уругвай погрузился в острый экономический кризис. Это были самые трудные президентские выборы в истории страны: в течение 21 дня ни один из кандидатов не мог набрать требуемых 45 голосов (в это время обязанности президента страны исполнял Дункан Стюарт, возглавлявший Сенат). Наконец, Борде удалось набрать 47 голосов, и он принял президентские полномочия.

Знаменитая фотография, сделанная Фитц-Патрик, Джон за несколько секунд до убийства президента Борды

Несмотря на некоторые экономические достижения, президентство Борды характеризовалось как продолжением традиционной для Уругвая того времени борьбы между партией «Колорадо» и Национальной партией, так и фракционной борьбой внутри самой правящей партии «Колорадо». Сам Борда продемонстрировал неумение договариваться и идти на компромиссы, что в итоге привело к революции 1897 года. 25 августа 1897 года президент Борда был застрелен на улице Монтевидео (впоследствии аргентинский писатель Хорхе Луис Борхес использовал эту историю в качестве сюжета для рассказа «Авелино Арредондо» в сборнике «Книга песка»).